# Franco Purini

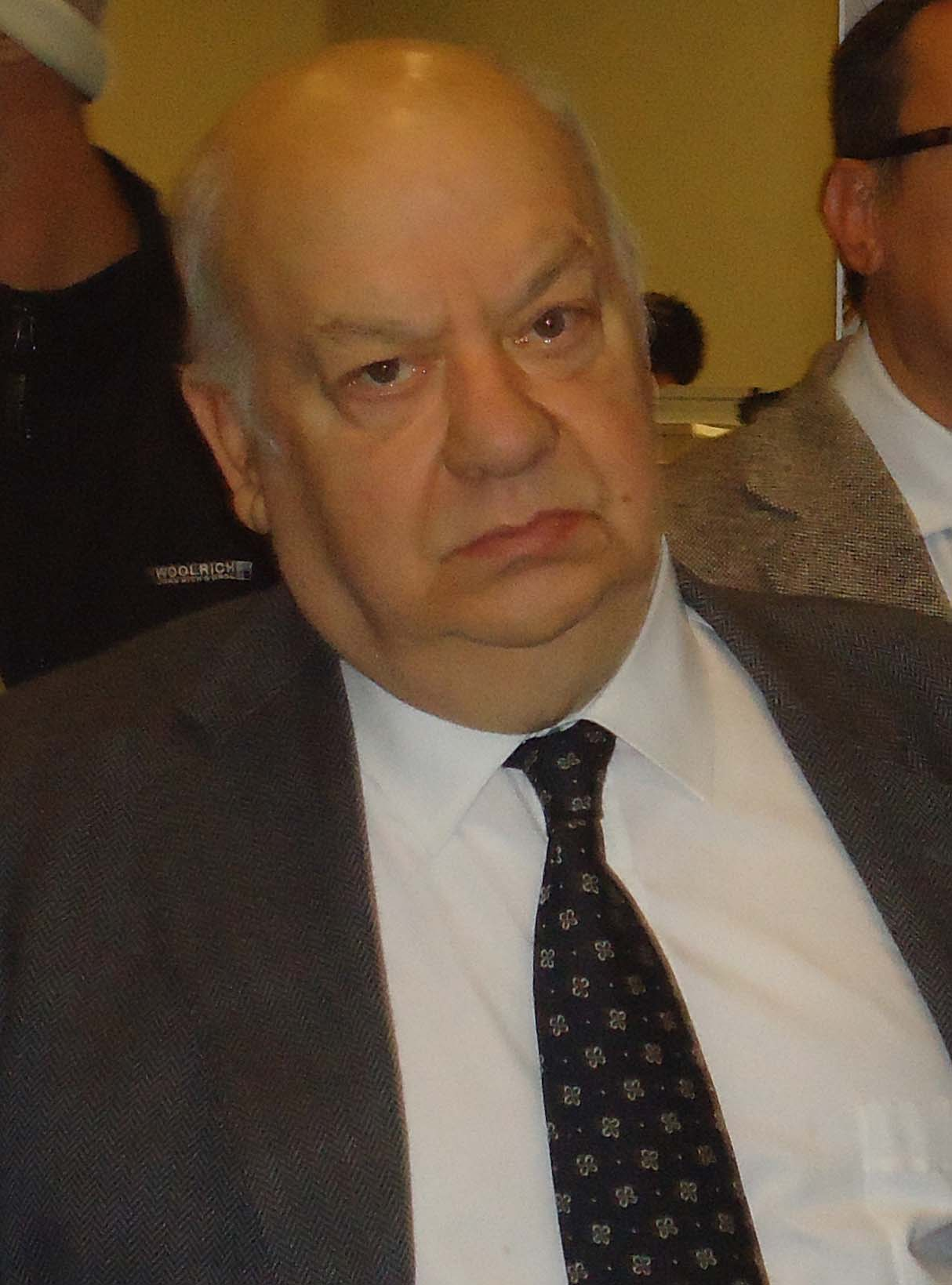
Foto del 2011

Franco Purini, all'anagrafe Francesco Purini (Isola del Liri, 9 novembre 1941), è un architetto, saggista e docente universitario italiano.

## Biografia
Ha studiato architettura a Roma con Ludovico Quaroni laureandosi nel 1971 e frequentando assiduamente gli ambienti degli artisti Franco Libertucci, Achille Perilli e Lorenzo Taiuti. 
Dopo un primo periodo di lavoro con Maurizio Sacripanti e Vittorio Gregotti, dal 1969, principalmente presso le università di Firenze e di Cosenza, Purini ha partecipato al laboratorio di progettazione "Belice '80" e, dopo un breve periodo di insegnamento a Reggio Calabria e a Roma, è diventato docente presso l'Istituto Universitario di Architettura di Venezia. Dal 2003 insegna presso la Facoltà di Architettura della Sapienza di Roma. Per i meriti conseguiti nell'ambito della sua attività professionale e teorica, è stato eletto Accademico Corrispondente dall'Accademia delle arti del disegno di Firenze.
Data al 1966 l'inizio di una lunga collaborazione a Roma con la moglie Laura Thermes, con cui parteciperà sia alla Biennale di Venezia che alla Triennale di Milano. Nel 1980 è infatti uno degli architetti chiamati da Paolo Portoghesi alla Biennale di Venezia per partecipare all'installazione "Strada Novissima", che diverrà manifesto dell'Architettura postmoderna. Nel 2022 riceve il Premio Piranesi Prix de Rome alla Carriera.
I suoi progetti sono densi di linee, rimandi, campiture, e le sue strutture riecheggiano di razionalismo e tradizione classica, con chiare citazioni di Maurizio Sacripanti e Giovan Battista Piranesi, che rimandano a suggestioni di carattere metafisico.

## Archivio
L'archivio dell'architetto Franco Purini, comprendente la documentazione relativa ai progetti realizzati in gran parte in collaborazione con Laura Thermes, dichiarato di notevole interesse storico dalla Soprintendenza Archivistica per il Lazio il 26 marzo 2003, è conservato presso il produttore.

## Progetti

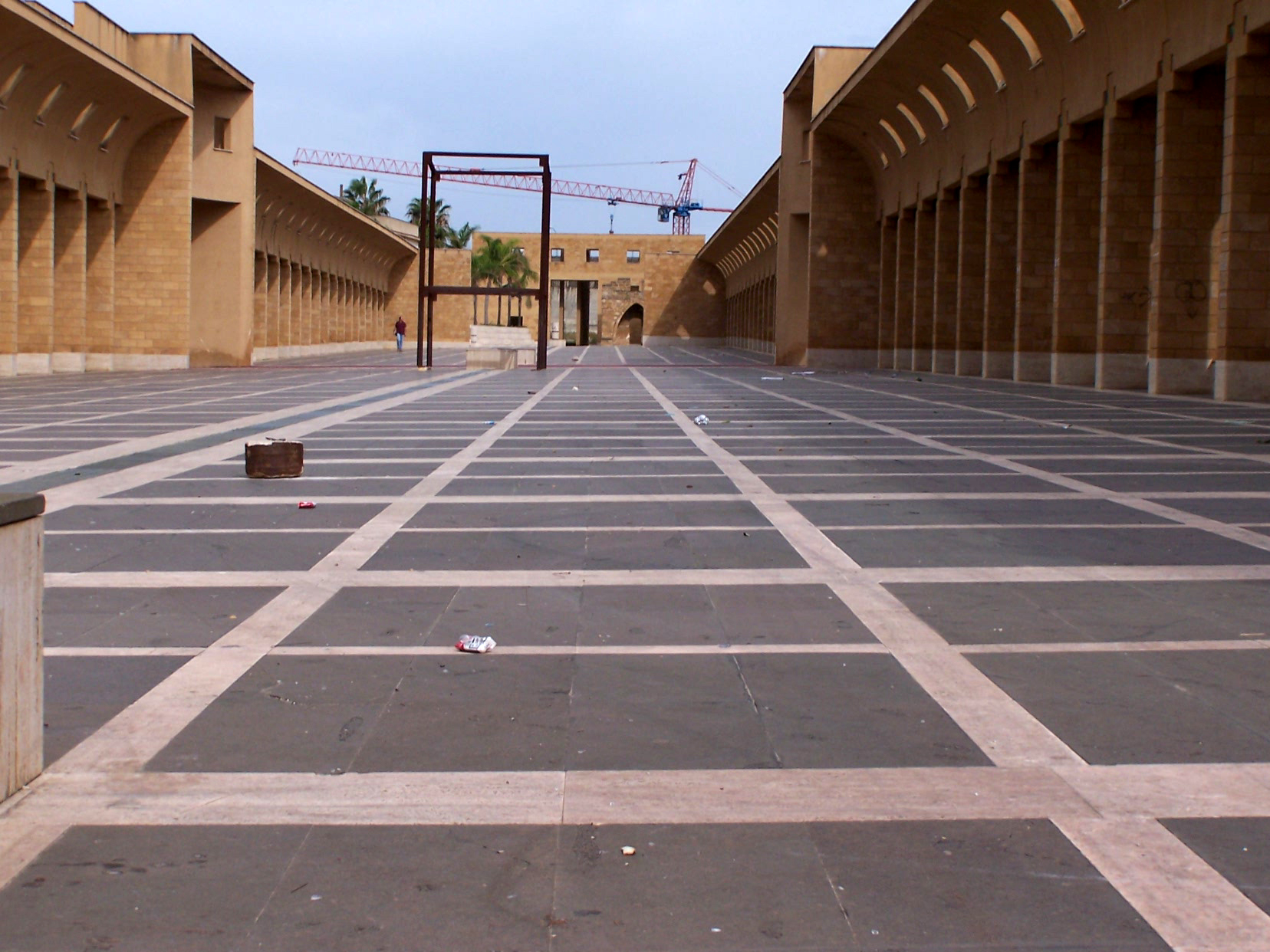
Cinque piazze a Gibellina

### Progetti diversi
- Proposta per il centro urbano di Poggioreale (1980), nell'ambito del seminario di progettazione "Belice '80" (con Edoardo Barbera, Angelo De Paolis, Vittorio Bitto e altri)
- Progetto per la ricostruzione di un isolato a Castelvetrano (1980), nell'ambito del seminario di progettazione "Belice '80" (con Edoardo Barbera, Angelo De Paolis, Vittorio Bitto e altri)
- Casa del Farmacista a Gibellina (1980), con Laura Thermes
- Cappella funeraria a Castellammare (1982), con Laura Thermes
- Nucleo residenziale a Marianella, Napoli (1982-1988), con Laura Thermes, Aldo Aymonino, Gianfranco Neri e Nicole Surchat;
- Casa a Gibellina (1982), con Laura Thermes
- Cinque piazze a Gibellina (1982), con Laura Thermes, Mario Trimarchi e Vittorio Bitto
- Cappella di Sant'Antonio di Padova a Poggioreale (1984, progetto - 1987, realizzazione) con Laura Thermes, su idea di Vittorio Bitto
- Casa a Gibellina (1986), con Laura Thermes
- Giardino a Poggioreale (1986), con Laura Thermes
- Fermata d'autobus a Poggioreale (1987), con Laura Thermes
- Sagrato della Cappella di Sant'Antonio di Padova a Poggioreale (1987), con Laura Thermes
- Centro anziani a Poggioreale (1988), con Laura Thermes
- Casa Pirrello a Gibellina (1990, progetto - 1994, realizzazione), con Laura Thermes in collaborazione con Piarbaldassarre Campana
- Torri (2006), nel concorso "Cinque torri per Shanghai"
- Teatro di Siderno (2004), nel concorso "Il Teatro di Siderno"
- Torre Eurosky (inizio lavori preventivati per il 2006 ma iniziati qualche anno più tardi nel 2010 - inaugurazione 2013 - prime vendite 2014), all'interno del progetto Europarco nell'area Eur Castellaccio
- Progetto per una residenza universitaria in area Papareschi (2004, progetto - in corso di realizzazione)
- Complesso Parrocchiale San Giovanni Battista a Lecce (2004, progetto - in corso di realizzazione).

### Progetto Eurosky
Il progetto Eurosky, in corso di realizzazione, prevede la costruzione di un insieme articolato di edifici ad uso abitativo, commerciale e pubblico, organizzato in due tipologie morfologiche differenti: la torri e la piastra urbana. L'intero complesso verrà realizzata nel contesto dell'Europarco Castellaccio, al margine meridionale dell'EUR, nel quadrante sud della capitale, e sarà una delle diciotto nuove "centralità metropolitane" previste nel Piano Regolatore Generale di Roma vigente dal 14 marzo 2008.
A Franco Purini è stato affidato il masterplan dell'intera area più il progetto di una delle due torri previste (Eurosky), mentre lo studio Transit ha realizzato il progetto dell'altra torre (Torre Europarco).
La piastra è costituita da un centro commerciale Euroma 2 (il centro commerciale più grande d'Europa) ed edifici privati e pubblici per uffici (Ministero della Salute, Procter & Gamble).
Sia l'edificio di Purini che quello dello studio Transit costituiranno una sfida "tipologica" per la città di Roma, che da sempre si misura con uno sviluppo a macchia di leopardo sul territorio costituito quasi esclusivamente da intensivi o palazzine che raramente superano i 40 metri di altezza, tuttavia Eurosky costituirà un'esperienza importante dal punto di vista culturale come ulteriore prodotto di un esponente di primo piano della scuola romana (e quindi della scuola italiana) che ha visto le sue evoluzioni teoriche dapprima nel primo dopoguerra con l'affermarsi del razionalismo, nell'esperienza del Fascismo e soprattutto dell'E42 (ambiente nel quale "nasce" Eurosky), passando per il "neorealismo" architettonico degli anni cinquanta, culminando nelle esperienze del movimento moderno tra gli anni sessanta e la fine degli anni settanta, e terminando nel postmoderno degli anni ottanta.
Nello specifico, la torre Eurosky ideata da Purini si ispira alle torri d'avvistamento medioevali che punteggiano la periferia della capitale. Raggiungerà i 155 metri di altezza (grazie ad un'antenna installata sul tetto, che è invece posto a circa 120 m), diventando il grattacielo più alto di Roma e l'edificio residenziale più alto d'Italia. Nei suoi 28 piani comprenderà appartamenti, uffici, negozi, ristoranti, bar, sale espositive e cinque livelli destinati a locali tecnici; sorgerà di fronte ad una grande piazza. La torre sarà articolata in due prismi verticali di calcestruzzo e acciaio e rivestiti in granito, collegati da ponti aerei. 
In cima all'edificio troveranno posto una pista d'atterraggio per elicotteri, che si proietterà a sbalzo nel vuoto, e una grande parete fotovoltaica.
La Torre Europarco raggiungerà i 120 m di altezza, sarà articolata in un unico prisma con rivestimento in cristallo e sarà interamente destinata ad ospitare uffici.
L'intero complesso ad oggi vede la realizzazione del centro commerciale EUROMA 2, gran parte degli uffici privati e degli uffici ministeriali. Entrambe le torri sono in avanzata fase di realizzazione. Il loro completamento è pertanto previsto per il 2011.

## Pubblicazioni
- Belice: la ricostruzione interminabile in Parametro m. 251, maggio-giugno 2004
- Comporre l'architettura, Bari: Editori Laterza, 2000
- Sette paesaggi, Quaderni Lotus, 1988
- Luogo e Progetto a cura di Francesco Moschini, Roma, Magma Editrice 1976, riedizione Kappa / A.A.M. Architettura Arte Moderna, 1981
- L'architettura didattica, Reggio Calabria, 1980
- Pareti. Sette incisioni, testo di Francesco Moschini, Roma, Edizioni Romero, 1977
- Alcune forme della casa a cura di Francesco Moschini, Roma, Edizioni Kappa / A.A.M. Architettura Arte Moderna, 1979
- The Power of Drawing, intervista a, in STUDIO Architecture and Urbanism magazine Issue#03 Icon, Milano, Romolo Calabrese ed., 2012 articolo